# Jan Doense
Jan Doense (Amsterdam, 25 mei 1960) is een Nederlandse filmmaker en organisator van filmfestivals en -evenementen. Tot 2007 was hij directeur van het Amsterdam Fantastic Film Festival, thans het Imagine Film Festival. Sinds 1 november 2018 is hij artistiek directeur van het festival Film by the Sea in Vlissingen.

## Biografie
Jan Doense deed eindexamen aan het Vossius Gymnasium te Amsterdam en studeerde rechten aan de Universiteit van Amsterdam. Ook studeerde hij korte tijd aan de Nederlandse Film en Televisie Academie te Amsterdam en volgde hij filmopleidingen aan de New York Film Academy en het Binger Filmlab in Amsterdam. In 2015 nam hij deel aan de gerenommeerde producentenopleiding EAVE (European Audiovisual Entrepeneurs). Als regisseur maakte hij onder andere de korte films R.I.P. (2001) en Ver Weg (2004) voor de reeks KORT! van de NTR.
Doense is ook bekend als oprichter en voormalig directeur van het jaarlijks terugkerende Amsterdam Fantastic Film Festival (AFFF), dat sinds 2009 de naam Imagine Film Festival draagt. Imagine vertoont films in de genres fantasy, horror, sciencefiction, anime en thriller. In 2007 trad Doense af als festivaldirecteur en werd hij opgevolgd door artistiek directeur Phil van Tongeren en zakelijk directeur Liselotte van der Burgt. (Van Tongeren werd in 2013 opgevolgd door Chris Oosterom.)
Samen met o.a. Van Tongeren stond Doense in 1992 aan de wieg van Schokkend Nieuws, een Nederlandstalig filmblad voor liefhebbers van horror, SF, fantasy en cult.
Met de Vlaming Jan Verheyen organiseerde Doense sinds 1990 diverse malen De Nacht van de Wansmaak, spraakmakende filmprogramma's met trailers en fragmenten van obscure trash- en cultfilms, die in 2014 een comeback beleefde na een afwezigheid van zeven jaar. Sinds 2007 brengt hij zijn favoriete horrorfilms uit via het label Mr. Horror Presents en in 2009 startte hij de Halloween Horror Show, een nachtelijke filmmarathon met vier horrorfilmpremières. De Halloween Horror Show vindt plaats op of rond Halloween (31 oktober) bij Pathé Tuschinski in Amsterdam en een groot aantal andere bioscopen door heel Nederland.
In 2009 richtte Doense samen met Herman Slagter de productiemaatschappij House of Netherhorror op, die zich toelegt op het maken van low- en medium budget horrorfilms. De eerste House of Nether-horrorproductie De Poel (film), een film van Chris W. Mitchell met hoofdrollen voor Gijs Scholten van Aschat en Carine Crutzen, ging in 2014 in première op het Imagine Film Festival. In 2015 volgde de Iers-Nederlandse coproductie Cherry Tree (film) van regisseur David Keating.
Na zijn aftreden als directeur van het Imagine Film Festival werd Jan Doense in 2008 benoemd tot Ridder in de Orde van Oranje-Nassau.

## Filmografie

### Filmografie (als regisseur)
- Cheesehead Blues Recut (2019)
- Cheesehead Blues (2015)
- Rumoer (2011)
- Wil je altijd van me houden (2006) clip voor De Dijk
- Ver Weg (2004)
- R.I.P. (2001)
- God the Devil Hell Heaven (1997) clip voor Hocus Pocus
- Fear of the White Canvas (1997)
- The Great Rock 'n' Roll Massacre, part 2 (1988)
- The Great Rock 'n' Roll Massacre, part 1 (1988)

### Filmografie (als producent)
- De Dick Maas Methode (2020)
- Cheesehead Blues Recut (2019)
- Wilkolak (2018)
- Xangadix Lives! (2017)
- Cherry Tree (2015)
- Cheesehead Blues (2015)
- De Poel (film) (2014)
- State of Mind (1992)

### Filmografie (als acteur)
- Zombibi (2012) - Kantoor Zombie
- Sint (2010) - Verslaggever 2
- Flodder televisieserie - Eppo (Afl., Breekpunt, 1999)
- Flodder televisieserie - Onderzoeker 1 (Afl., Gifwolk, 1998)
- Flodder televisieserie - Commissielid (Afl., De Verjaardag, 1993)
- Flodder in Amerika! (1992) - Passant in New York
- State of Mind (1992) - Detective (II)
- Amsterdamned (1988) - Toerist (Niet op aftiteling)